# Paulownia tomentosa

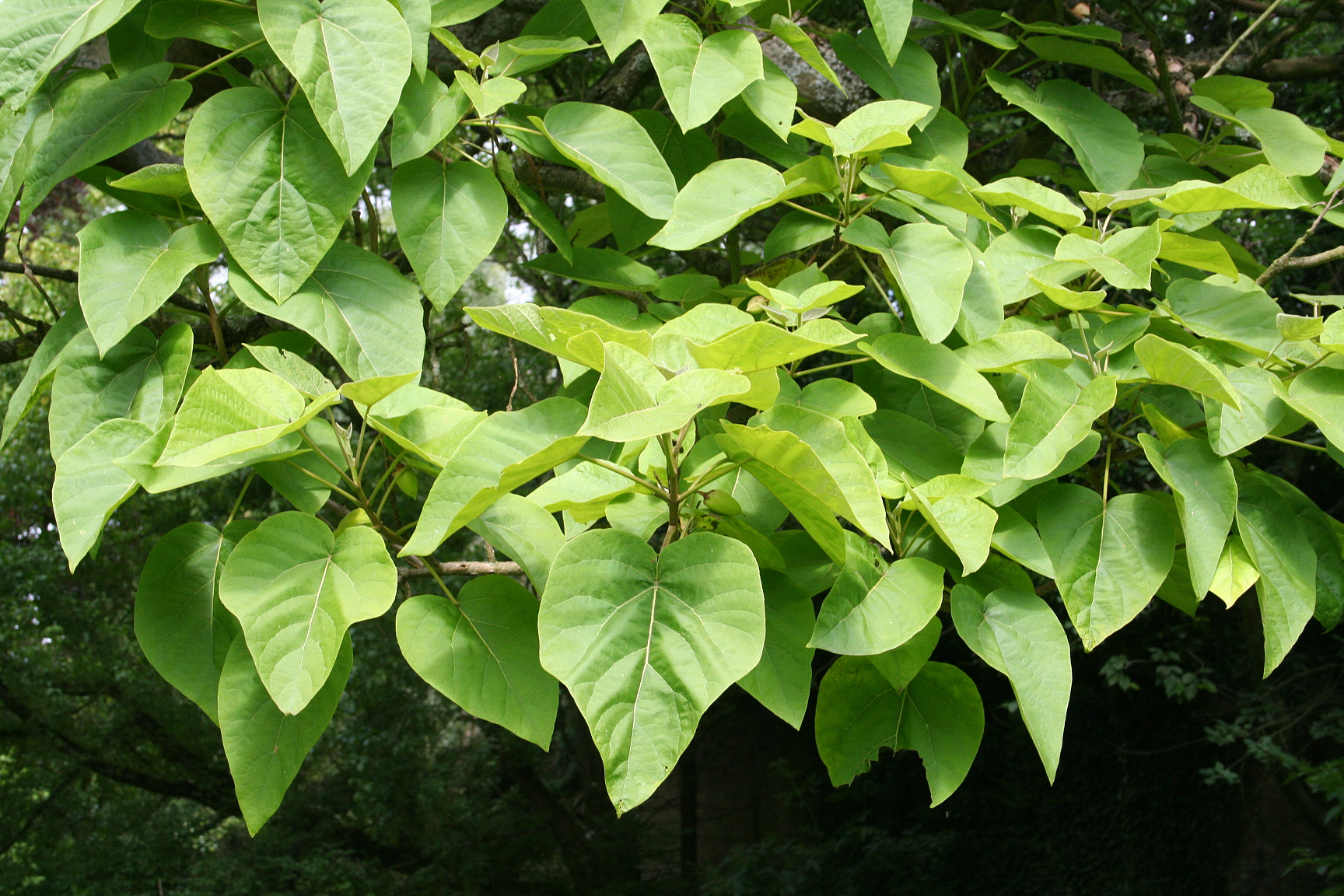
Hojas.

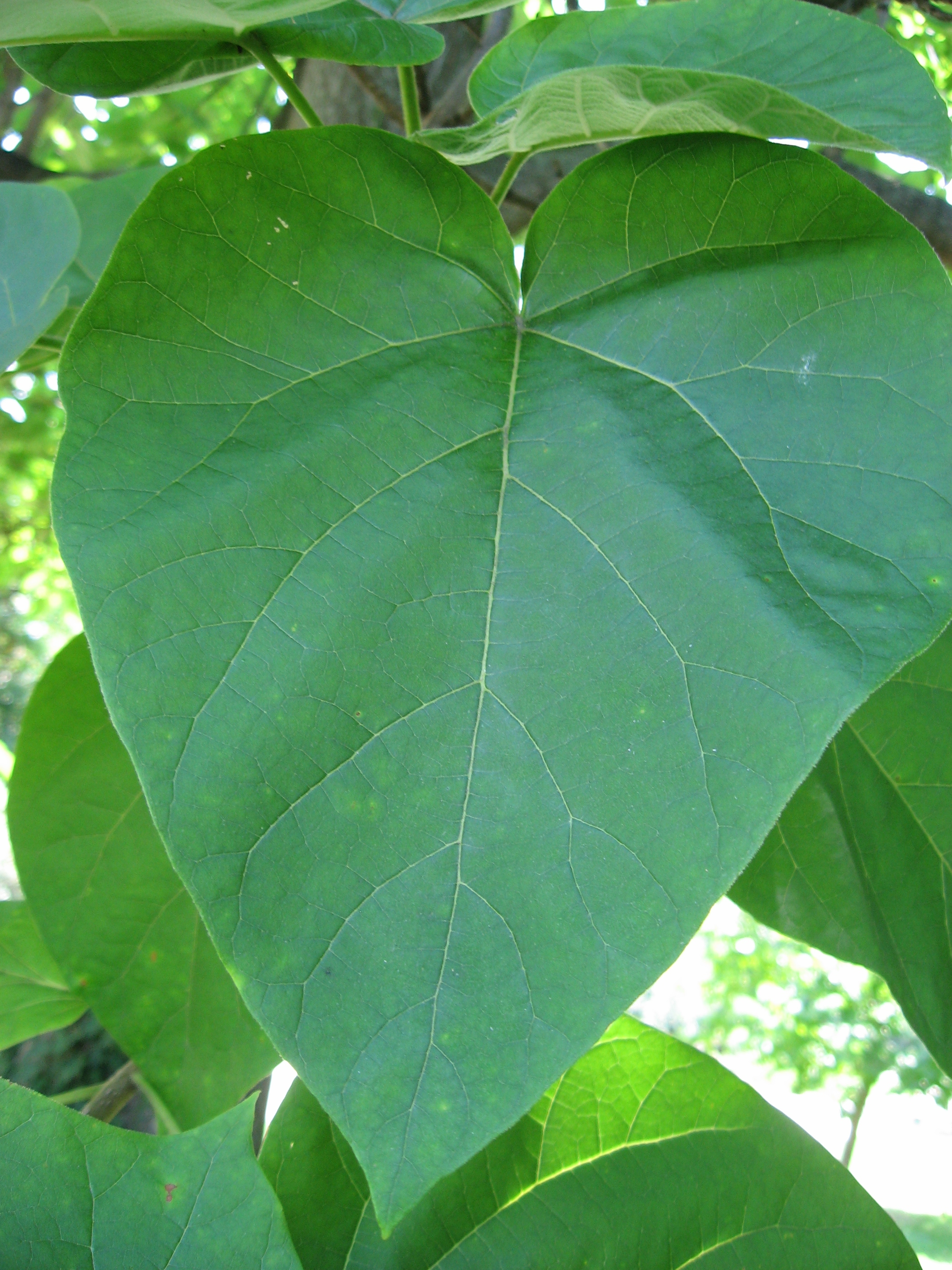
Detalle de una hoja

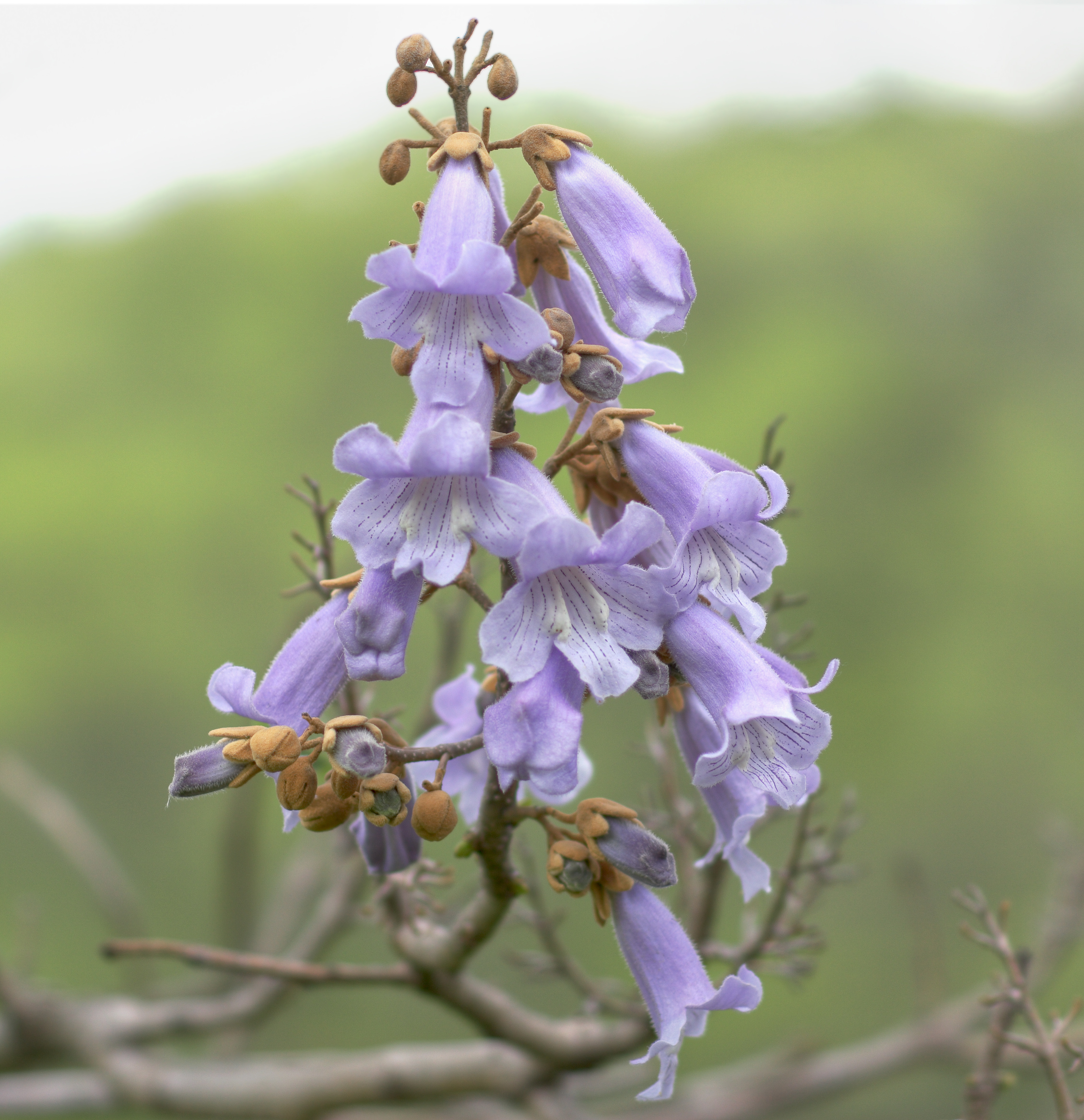
Inflorescencia.

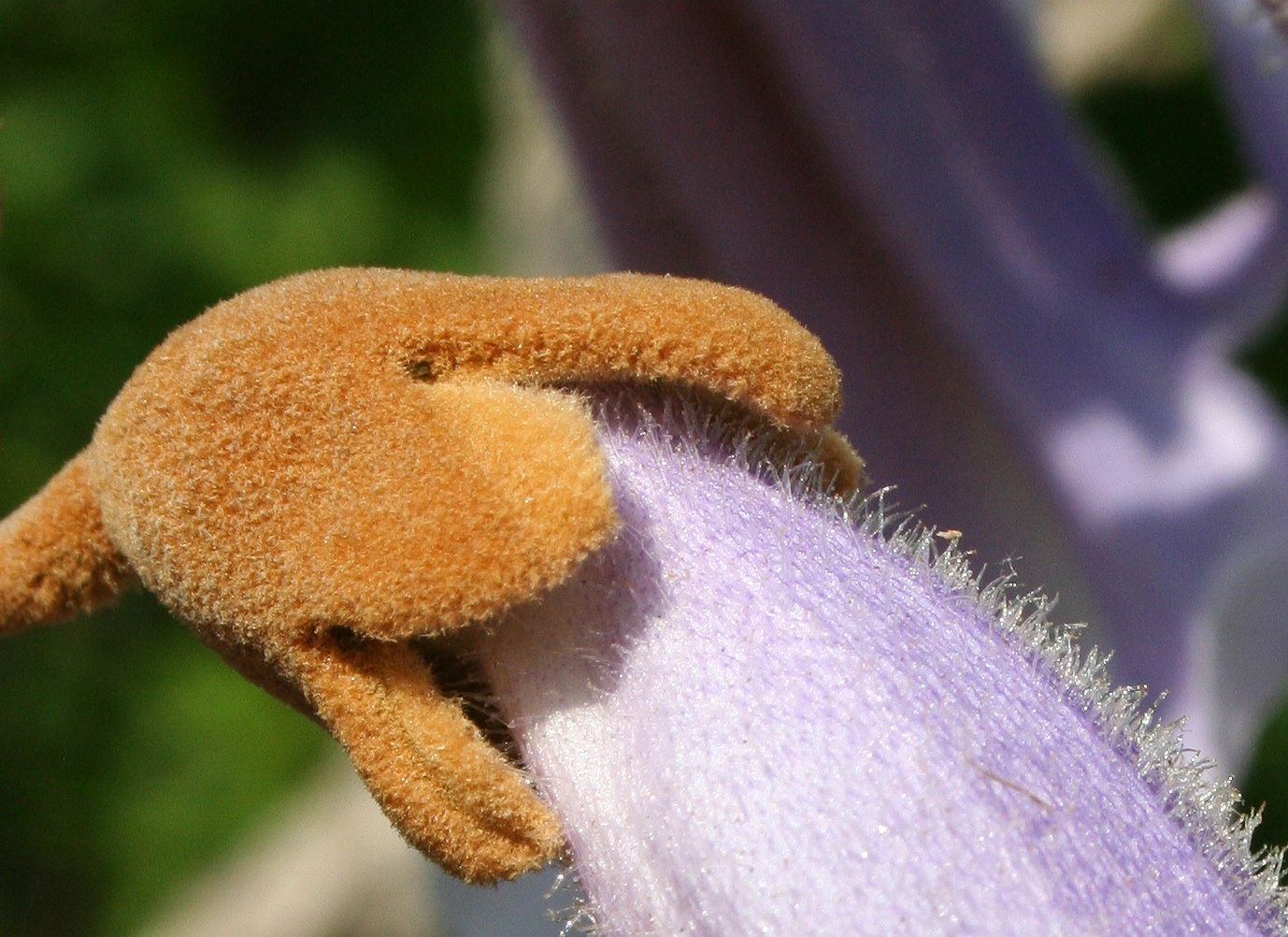
Cáliz, detalle.

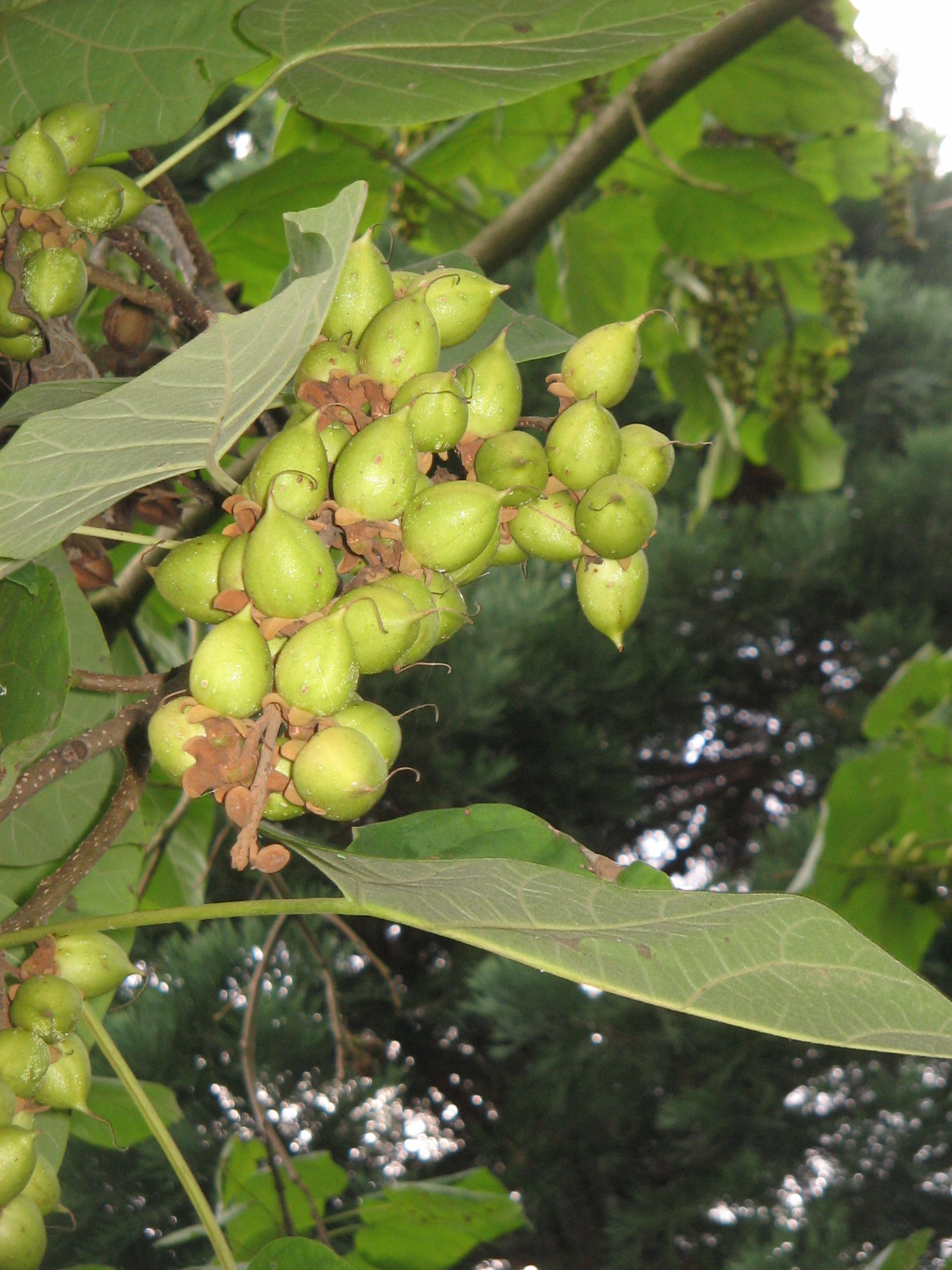
Cápsulas inmaduras in situ

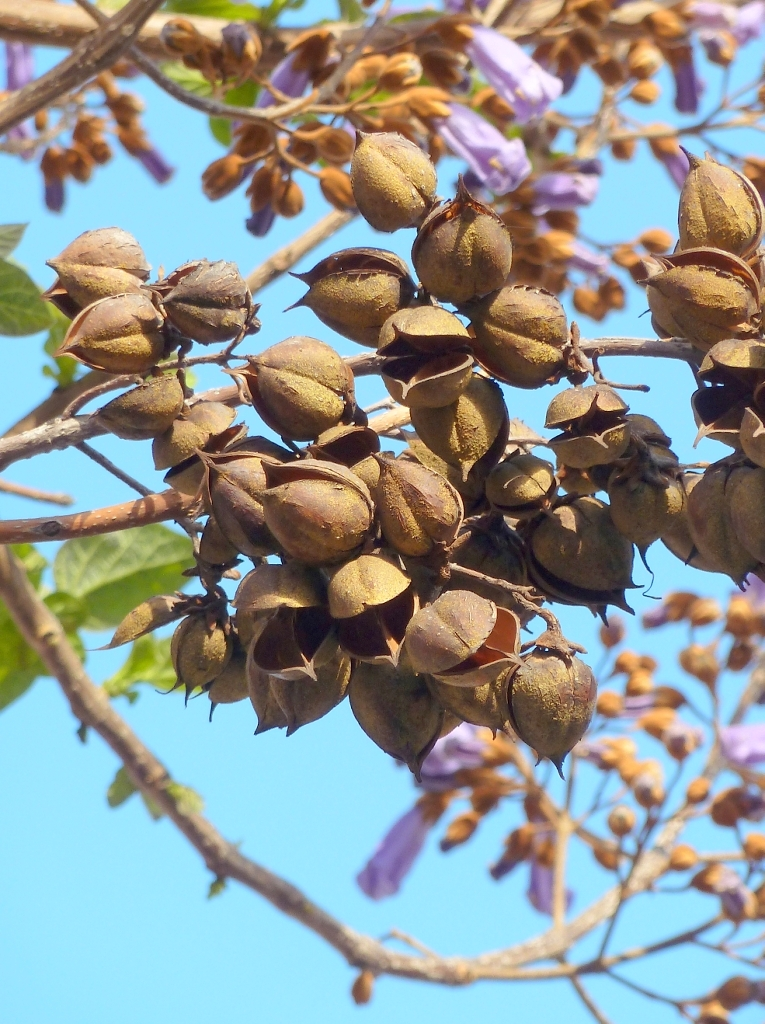
Cápsulas abiertas in situ (en realidad son las del año anterior, persistentes y que se quedan en el árbol).

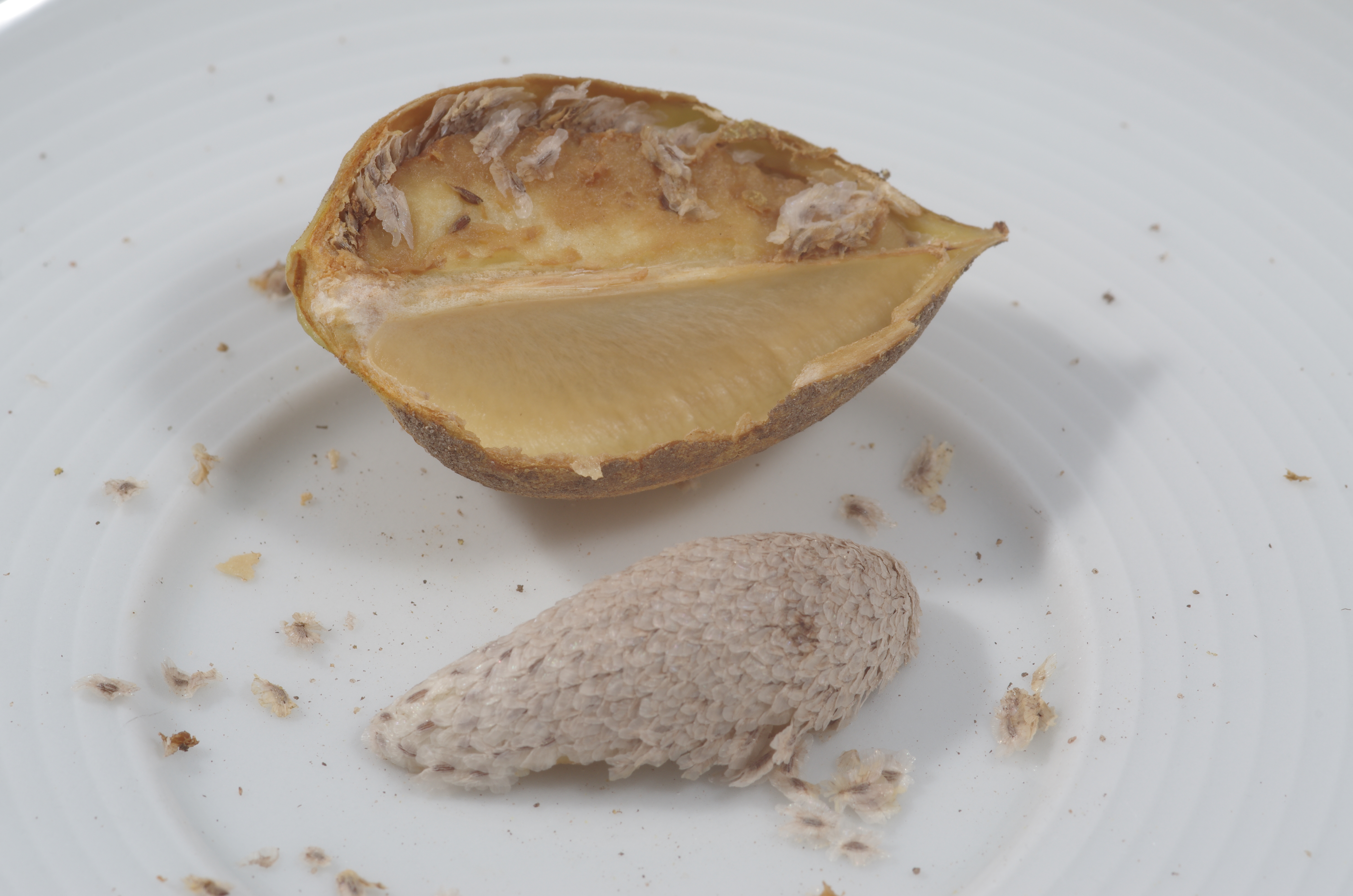
Cápsula abierta y semillas.

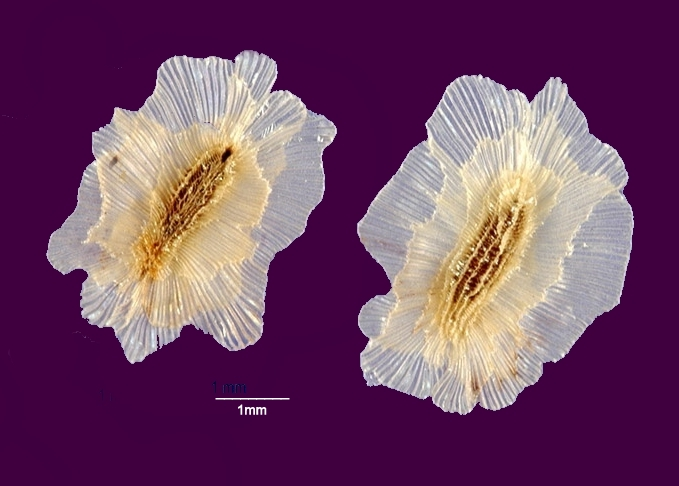
Semillas multialadas sueltas

Paulownia tomentosa, la paulonia imperial, paulownia imperial o kiri (毛泡桐 máo pāotóng en el idioma de su país de origen, China) es un árbol frondoso de la familia Paulowniaceae.

## Descripción
Son árboles que alcanzan 20 m de altura con copa amplia y umbeliforme. La corteza es de color marrón-gris. Las ramas tienen lenticelas amarilla-rojizas y son glandulo-viscosas cuando jóvenes. Las hojas tienen un limbo cordiforme de ápice agudo, de hasta 40 cm, con el envés densamente peludo o no. Sus peciolos son de tamaño prácticamente igual al de los limbos. La inflorescencias son piramidales o estrechamente cónicas y miden unos 50 cm. Son compuestas de cimas  de 3 o 4 flores con pedúnculo de 1-2 cm. El cáliz es acampanado, de unos 1,5 cm, de color anaranjado y exterior e interiormente tomentoso. Sus sépalos  son ovado-oblongos y sub-iguales, excepto el superior que es algo más grande. La corola, de color púrpura, es de forma cilíndrico-acampanada, de 5-7,5 cm de largo, algo bilabiada (2 lóbulos arriba y 3 abajo, con el central algo más grande) y surcada ventralmente, glandular exteriormente, y glabros interiormente pero generalmente con rayas amarillas. Es tempranamente caediza. Los 4 estambres dídimos, soldados al tubo de la corola, tienen unos 2,5 cm, con dos laterales algo más cortos, y el ovario, bilocular, es ovoide, liso, finamente glandular, con estilo algo arqueado-péndulo, más corto que los estambres. El fruto es una cápsula ovoide, de 3-4,5 cm, densamente viscoso-glandular tomentosa con los sépalos del cáliz persistentes y patentes y con espolón apical; es de dehiscencia loculicide en 2 valvas iguales -en realidad quadrivalvar incompleta, a lo largo del doble tabique perpendicular a la dehiscencia bivalvar principal. Es exteriormente viscosa/pegajosa y de color verde brillante cuando inmadura.Cuando madura se torna parda-negruzca . Las semillas, multialadas y muy numerosas, tienen unos 2,5-4 mm, incluyendo las alas, y son de dispersión anemocora desde las cápsulas abiertas que se quedan en el árbol hasta, y más allá, de la siguiente antesis.

## Distribución y hábitat
Es una especie originaria de China, aunque, debido al frecuente cultivo, es difícil localizar las poblaciones realmente nativas en Asia. Cultivada o silvestre, crece a altitudes inferiores 1800 m. Aparte de Asia (Corea y Japón), su cultivo se ha extendido hasta Norteamérica y Europa. En este último continente fue introducido en 1834 a través de Francia desde Japón.[cita requerida] Es frecuente ver crecer-lo en hábitats de tierra fértil. 
Florece en abril-mayo y fructifica en agosto-septiembre (hemisferio norte).

## Taxones infraespecíficos
- Paulownia tomentosa var. tsinlingensis (Pai Bai) T.Gong[6]
Todas las otras variedades o subespecies son meros sinónimos de la especie nominal.[6]

## Usos y cultivo
Tiene la característica de poseer hojas muy grandes -hasta 60 cm- en las ramas nuevas, lo que es explotado por los jardineros: con poda se asegura un vigoroso crecimiento de nuevas ramas.  Son muy populares en el moderno estilo de jardinería que usa profusas foliadas y plantas  "arquitectónicas".
La paulonia sobrevive al fuego debido a la capacidad de regenerar  raíces, y vasos de crecimiento muy rápido.  
Tolera la polución y no exige suelos fértiles. Por esta razón funciona ecológicamente como una planta pionera. 
Sus hojas ricas en nitrógeno proveen buena abonadura y sus raíces previenen la erosión del suelo. 
Ocasionalmente, la paulonia se ve superada por árboles que le dan sombra, de manera que así no puede prosperar.
En China, una vieja tradición es plantar un "árbol de la Emperatriz" cuando una niña nace. Su alta velocidad de crecimiento acompañará a la niña. Y cuando ella sea elegida en matrimonio, el árbol se corta y se usa su madera para artículos de carpintería para su dote. 
El tallado de la madera de paulonia es un arte en Japón y en China. 
Legendariamente, se dice que el ave fénix solo se posará sobre una paulonia muy fuerte. 
Las semillas muy livianas y suaves se usaban comúnmente para empacar material de los exportadores chinos de porcelana en el siglo XIX, antes del desarrollo del poliestireno. 
Este árbol deliberadamente plantado como ornamental, se ha convertido en una especie invasora de árbol en áreas donde el clima es agradable para su crecimiento, notablemente Japón y el oriente de Estados Unidos y, por su parecido con la catalpa (salvo floración y  fructificación), pueden verse alineaciones mezcladas de ambos árboles.
Su zona climática es Z-7.5 (-13 °C). Y es sensible a heladas. Puede vivir 200 (250) años. En ciudad mucho menos.

## Fitopatología
Es una especie resistente a plagas y a enfermedades.
- Enfermedades abióticas: en suelo muy compactado donde su crecimiento y desarrollo se ve menguado.

- Enfermedades bióticas: manchas en las hojas (hongos), deben quemarse y retirar del suelo las hojas afectadas. El Mildiu le afecta. Los hongos de la madera que más le afectan son los del género Polyporus.

- Plagas: carece de plagas conocidas que le afecten seriamente.

## Taxonomía
Paulownia tomentosa fue descrita originalmente por Carl Peter Thunberg como Bignonia tomentosa y publicado en  Johan Andreas Murray, Nova Acta Regiae Societatis Scientiarum Upsaliensis,ed. XIV, p. 563 , 1784, y posteriormente transferida al género Paulownia por Ernst Gottlieb von Steudel que lo publicó en Nomenclator Botanicus, vol. 2, p. 278, 1841.
Etimología
- Paulownia: nombre genérico otorgado en homenaje a la Gran Duquesa Ana Pavlovna de Rusia (1795–1865), hija del Zar Pablo I de Rusia, a la que se dedicó esta planta.
- tomentosa: epíteto latino derivado de tõmentum, -i, todo lo que sirve para rellenar colchas y colchones (pelos, lana, plumas, ...), o sea "peluda",[9] probablemente por el tomento del cáliz.

Sinonimia
- Bignonia tomentosa Thunb. - basiónimo
- Paulownia tomentosa var. japonica Elwes
- Paulownia tomentosa var. lanata (Dode) C.K.Schneid.
- Paulownia grandifolia hort. ex Wettst.
- Paulownia imperialis Siebold & Zucc.
- Paulownia imperialis var. lanata Dode
- Paulownia lilacina Sprague
- Paulownia recurva Rehder
- ?Incarvillea tomentosa (Thunb.) Spreng.[6]